# الفاتور
الفاتور هي قرية فلسطينية في منطقة بيسان.

## القرية قبل عام 1948
الفاطور، لعلها من فطر الشيء أي شقّه. وتقع أراضي الفاتور في أقصى جنوب بيسان عند حدود طوباس، تنخفض 199 مترًا عن سطح البحر ومساحة أراضيها 729 دونما 12 دونم للطريق والوديان ودونمين لغرس الزيتون، وتحيط بأراضي الفاتور أراضي الحمراء وطوباس، بلغ عدد السكان 66 مسلما عام 1931، وبلغ عدد السكان 110 نسمة عام 1945 نسمة، وفي ظاهر القرية الجنوبي تقع بقعة الشيخ فاطور، وتقع تل الردغة بمعنى أرض الوحل، في أراضي طوباس بجانب الفاطور.

## تهجير السكان
هجر سكانها خلال الحرب الأهلية في في 12 مايو 1948. تقع على بعد 11.5 كم جنوب بيسان. تعرضت القرية لهجوم «قوات الدفاع الإسرائيلية» كجزء من «عملية جدعون». المذبحة التي ارتكبها القوات اليهودية ضد سكان المدينة.
كان عدد سكان القرية في عام 1931 66 نسمة؛ وارتفع إلى 128 نسمة في عام 1948.

## القرية اليوم
القرية اليوم مدمرة ولا يوجد مستعمرات على أراضيها.